# 陳黃中
陳黃中（1704年—1762年），字和叔，晚號東莊谷叟，江蘇吳縣人。
陳景雲之子。生卒年不詳，乾隆元年（1736年）丙辰舉博學鴻詞科。為諸生。早年留心史學，乾隆二十年（1755年）《宋史稿》積稿219卷。家貧，殁後無以治丧，妻张氏卖宅以葬之。著有《新唐書刊誤》3卷、《宋史稿》219卷、《東莊遺集》4卷。